# Vladímir Komarov

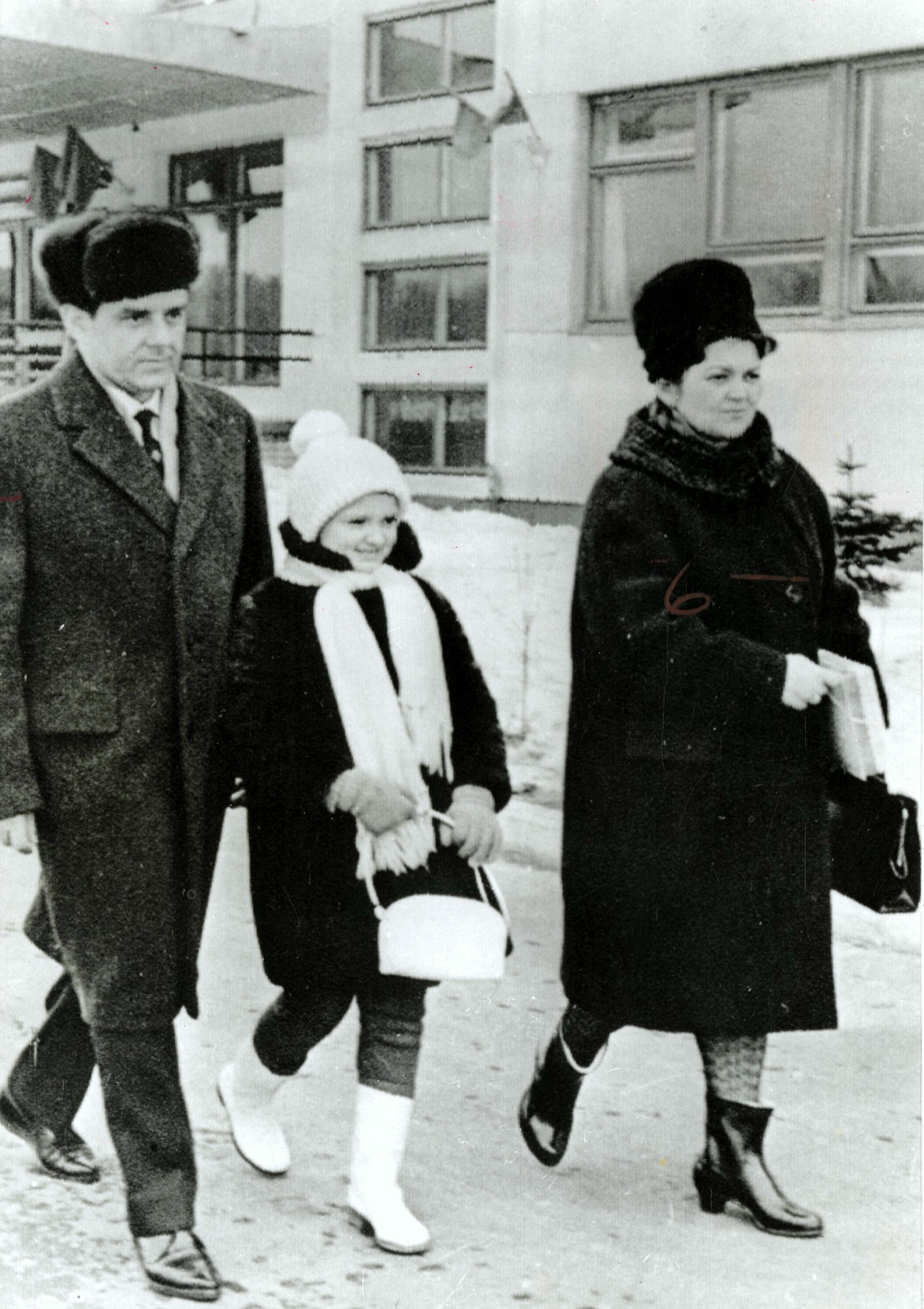
Komarov amb la seva muller i la seva filla Irina el 1967.

Vladímir Komarov   (Moscou, 16 de març de 1927 - óblast d'Orenburg, 24 d'abril de 1967), nom complet amb patronímic Vladímir Mikhàilovitx Komarov, rus: Владимир Михайлович Комаров, fou un cosmonauta soviètic i el primer humà a morir en una missió espacial, la Soiuz 1.

## Dades personals
Diplomat en enginyeria i coronel de les Forces Aèries soviètiques. Va estar casat amb Valentina I. Kiseliova i va tenir dos fills: Ievgueni V. (nascut el 21 de juliol de 1951) i Irina V. (nascuda el 20 de desembre de 1958).

## Carrera com cosmonauta
Komarov va entrar en el primer cos de cosmonautes de la Unió Soviètica (Grup 1 de les Forces Aèries), el 7 de març de 1960.
Va ser pilot de reserva de la Vostok 4, que va volar el 18 d'agost de 1962.
El seu primer vol es va produir el 12 d'octubre de 1964 a la Voskhod 1, de la qual va ser comandant. El vol va durar un dia i es va tractar de la primera missió tripulada per més d'una persona (a més de Komarov hi anaven Konstantín Feoktístov-com a científic-i Borís Iegórov-com a metge-). A causa d'això se li va condecorar amb la medalla d'Heroi de la Unió Soviètica i l'Ordre de Lenin.
Va ser l'únic tripulant de la Soiuz 1. El vol, que va durar un dia, en què va patir de múltiples problemes tècnics. Davant la impossibilitat de complir la missió es va optar per fer tornar a Komarov a terra, però els paracaigudes també van fallar, la càpsula es va estavellar i el cosmonauta va morir. Aquesta missió tenia diversos objectius: un d'ells, era un possible viatge lunar; la decisió de la Soiuz i la mort de Komarov-designat primer cosmonauta per anar a la Lluna- va retardar els plans soviètics en el viatge lunar, després, vindrien altres esdeveniments que faria que l'URSS perdés definitivament el viatge a la Lluna.

## Honors post mortem
Vladímir Komarov va ser enterrat a la muralla del Kremlin, reservat a les grans personalitats del règim. Se li van atorgar, per segona vegada, les medalles d'Heroi de la Unió Soviètica i l'Ordre de Lenin.
A més, s'han batejat diversos objectes espacials amb el seu nom:
- L'asteroide 1836, descobert el 1971.
- Un dels vaixells de seguiment espacial de la Unió Soviètica.
- L'escola de pilots militars de Yeisk.
- Un cràter d'impacte lunar.
- Un club d'aficionats als coets a Ljubljana, Eslovènia, el ARK Vladimir M. Komarov.
- L'Organització francesa Fédération Aéronautique Internationale va fer un Diploma anomenat VM Komarov en el seu honor

## Llegat
Després de la mort de Komarov, els sistemes de comunicacions a bord de tota nau espacial soviètica es van modificar - perquè les transmissions de veu de Komarov Soiuz 1 havien bloquejat els seus senyals de telemetria.
L'asteroide 1836 Komarov, descobert el 1971, va ser nomenat en honor de Komarov, així com un cràter a la lluna. Aquest asteroide i el cosmonauta va inspirar el compositor Brett Dean per escriure una peça de música simfònica per encàrrec de Simon Rattle l'any 2006. La composició es diu caiguda de Komarov, i es pot trobar en l'àlbum d'EMI Classics dels Planetes Simon Rattle.
La banda francesa d'electro anomenada Kowalsky va escriure una cançó "Lost" (2008) en honor de Komarov, en què l'oient pot escoltar les seves últimes paraules.